# Дієго Демме
Дієго Демме (нім. Diego Demme, нар. 21 листопада 1991, Герфорд, Німеччина) — німецький футболіст, півзахисник берлінської «Герти». 
Грав, зокрема, за клуби «РБ Лейпциг» та «Наполі», а також національну збірну Німеччини.

## Ігрова кар'єра
Народився 21 листопада 1991 року в місті Герфорд. Вихованець футбольної школи клубу «Армінія» (Білефельд). Дорослу футбольну кар'єру розпочав 2010 року в основній команді того ж клубу, в якій провів два сезони, взявши участь у 37 матчах чемпіонату. 
Своєю грою за цю команду привернув увагу представників тренерського штабу клубу «Падерборн», до складу якого приєднався 2012 року. Відіграв за «Падерборн» наступні два сезони своєї ігрової кар'єри. Більшість часу, проведеного у складі, був основним гравцем команди.
На початку 2014 року приєднався до «РБ Лейпциг», у складі якого за три сезони подолав шлях від третього дивізіону до Бундесліги, після чого протягом трьох з половиною сезонів виступав у найвищій німецькій лізі.
11 січня 2020 року за 12 мільйонів євро перейшов до італійського «Наполі».
6 липня 2024 року перейшов у «Герту», підписавши контракт на два роки.

## Виступи за збірну
2017 року дебютував за збірну Німеччини. Також увійшов до складу команди для розіграшу Кубку конфедерацій 2017.
| Дата      | Місто    | Господарі | Результат | Гості      | Турнір            | Голи | Примітки |
| --------- | -------- | --------- | --------- | ---------- | ----------------- | ---- | -------- |
| 10-6-2017 | Нюрнберг | Німеччина | 7 – 0     | Сан-Марино | Відбір до ЧС 2018 | -    | 76'      |
| Усього    |          | Матчів    | 1         |            | Голів             | 0    |          |

## Титули і досягнення
«Наполі»
- Володар Кубка Італії (1): 2019-20
- Чемпіон Італії (1): 2022–23

Німеччина
Володар Кубка конфедерацій (1): 2017